# Спецефекти (фільм)
«Спецефекти» (англ. Special Effects) — американський трилер 1984 року, знятий режисером Ларрі Коеном з Зої Лунд і Еріком Богосяном у головних ролях.

## Синопсис
Режисер знімає фільм на основі вбивства, яке він скоїв.

## У ролях
| Актор          | Роль                             |
| -------------- | -------------------------------- |
| Зої Лунд       | Андреа Вілкокс / Елейн Бернстайн |
| Ерік Богосян   | Крістофер Невілл                 |
| Бред Рейн      | Кіф Вотерман                     |
| Кевін О'Коннор | детектив Філіп Делрой            |
| Білл Оланд     | детективе Вікерс                 |
| Ларрі Коен     | журналіст                        |

## Виробництво
Сценарій заснований на старому сценарії Коена під назвою The Cutting Room, який він написав приблизно в 1967 році. У той час Коен був зацікавлений у тому, щоб продати свій сценарій до фільму «Тато на полюванні» (1969) Альфреду Хічкоку, але натомість студія Universal найняла режисером Марка Робсона.
Зйомки проходили в 1984 році в Нью-Йорку. Коен згадував про зйомки фільму, що актори Лунд, Богосян і Рейн були «дуже нестандартними людьми, які жили в дивних підвалах, не мали грошей, але були дуже талановитими».

## Зовнішні посилання
- Special Effects на сайті IMDb (англ.)
- Special Effects на сайті AllMovie (англ.)